# Episyrphus sulica
Episyrphus sulica är en tvåvingeart som först beskrevs av Austen 1893.  Episyrphus sulica ingår i släktet flyttblomflugor, och familjen blomflugor. Inga underarter finns listade i Catalogue of Life.